# NGC 753
NGC 753 (другие обозначения — UGC 1437, MCG 6-5-66, ZWG 522.86, IRAS01547+3540, PGC 7387) — галактика в созвездии Андромеда.
Этот объект входит в число перечисленных в оригинальной редакции «Нового общего каталога».
Находится в скоплении галактик Abell 262. В NGC 753 есть 15 областей H II. Во многих отношениях она напоминает галактики схожей массы и морфологии, показывая, что принадлежность спиральной галактики к скоплению не обязательно приводит к её химической эволюции.
В галактике взорвалась сверхновая SN 1954E.
Галактика NGC 753 входит в состав группы галактик NGC 669. Помимо NGC 753 в группу также входят ещё 34 галактик.